# Övre Dalarna
Övre Dalarna eller egentliga Dalarna var den del av Dalarna som inte tillhörde Dalabergslagen, det vill säga området ungefär från Siljan och norrut. Övre Dalarna indelas i Västerdalarna (längs Västerdalälven) och Österdalarna (längs Österdalälven).
Det var i Övre Dalarna som den genuinskt dalska småbrukarkulturen frodades med dalmål, sockendräkter, herrarbete och en befolkning som levde i stora oskiftade byar.
Österdalarna var indelad i två domsagor, Ovansiljans domsaga för socknarna norr om Siljan och Nedansiljans domsaga för socknarna söder om Siljan.